# Nieuwstadskerk
De Nieuwstadskerk, officieel Sint-Johannes de Doperkerk, is een rooms-katholiek kerkgebouw in Zutphen. 
De kerk werd in de 13e eeuw gesticht als parochiekerk in de Zutphense stadsuitbreiding Nieuwstad. Hij wordt in 1272 voor het eerst vermeld als Heilige Mariakerk. Het is een driebeukige hallenkerk. Het huidige middenschip is in de 14e eeuw gebouwd. Het bestaat uit drie traveeën. Het smallere priesterkoor uit 1459 bestaat uit twee traveeën. De beide zijbeuken werden in de 14e en 15e eeuw gebouwd. Het uit 1818 daterende Timpe-orgel is tussen 1997-2004 gerenoveerd door orgelmakerij Gebr. Reil. De klokkentoren had oorspronkelijk drie geledingen, maar werd in 1439 verhoogd tot vijf geledingen. De toren is tegenwoordig 77 meter hoog en heeft een ingesnoerde naaldspits. In de toren hangen drie luidklokken. Een luidklok mogelijk uit de 13e eeuw 1 uit 1462 van de hand van de bossche gieter Gobel moer en een klok uit 1565 van de kamper klokkengieter Willem wegewaert. Ook.hangt in de spits in een zgn. Koekoek een klok van een anonieme gieter uit 1446.
In 1572 werd de kerk geplunderd door de soldaten van het Staatse leger onder leiding van Willem van den Bergh. Tijdens de reformatie ging de kerk over in protestantse handen. Tijdens de Franse overheersing gaf koning Lodewijk Napoleon Bonaparte de kerk weer aan de katholieke gemeenschap, die hem in 1816 wijdde aan Johannes de Doper.  
Het kerkgebouw is een rijksmonument. Het wordt tot op heden gebruikt door de parochie H.H. Twaalf Apostelen. 